# Marek Góra
Marek Góra (ur. 13 marca 1956) – polski ekonomista specjalizujący się w ekonomii pracy i systemach emerytalnych, wykładowca akademicki związany z warszawską SGH.
Autor i współautor analiz z zakresu polskiego rynku pracy (w tym, bezrobocia i polityk rynku pracy) oraz ekonomii emerytalnej (przede wszystkim, funkcjonowania systemów emerytalnych w warunkach starzejącej się ludności i znacznego zadłużenia państw). Współautor reformy systemu emerytalnego w Polsce („Bezpieczeństwo dzięki różnorodności”) wprowadzonej w 1999 przez rząd Jerzego Buzka oraz dyrektor biura pełnomocnika rządu ds. reformy systemu zabezpieczenia społecznego (1997-1999). W 2002-2005 doradca Prezydenta RP Aleksandra Kwaśniewskiego. Członek zarządu European Association of Labour Economists' (1990-1997) oraz członek rady doradców Population Europe. Współzałożyciel Polskiej Grupy Emerytalnej/Polish Pension Group SGH, zajmującej się badaniami i doradztwem w zakresie systemów emerytalnych.

## Wykształcenie i kariera akademicka
W 1984 otrzymał stopień magistra w Szkole Głównej Planowania i Statystyki (od 1990: Szkoła Główna Handlowa w Warszawie). W 1988 uzyskał stopień doktora nauk ekonomicznych. 23 czerwca 1997 nadano stopień doktora habilitowanego nauk ekonomicznych (dysertacja The Labour Market in Poland 1990-1995; Empirical and Methodological Studies). W 1999 uzyskał stanowisko profesora nadzwyczajnego SGH. Tytuł naukowy profesora otrzymał w 2004 roku. Obecnie jest kierownikiem Katedry Ekonomii I w Kolegium Analiz Ekonomicznych SGH oraz profesorem wizytującym w Kolegium Europejskim w Natolinie.
Okres kariery naukowej w SGH przeplatały wizyty na uczelniach zagranicznych: Erasmus University (Rotterdam) i London School of Economics, a także w Ifo Institut für Wirtschaftsforschung (Monachium) i w OECD. Jest Research Fellow w Institute for the Study of Labour (IZA) oraz tutorem Collegium Invisibile.
Wykłada makroekonomię, ekonomię pracy, ekonomię emerytalną, ekonomię zdrowia i politykę gospodarczą. W przeszłości prowadził również zajęcia z ekonometrii i prognozowania.